# Жёлтополосая сардинелла
Жёлтополосая сардинелла (лат. Sardinella gibbosa) — вид лучепёрых рыб семейства сельдевых. Ценная промысловая рыба.

## Ареал и места обитания
Распространён в Индийском и на западе Тихого океана. Живёт среди коралловых рифов на глубине 10—70 м.

## Описание
Тело вытянутое, высота тела обычно составляет 24—30% стандартной длины. В спинном плавнике 13—21 мягких лучей, в анальном плавнике 12—23 мягких лучей. Общее количество килевых чешуй 32—34. На нижней части первой жаберной дуги 45—59 жаберных тычинок, количество которых не увеличивается по мере роста рыб (после достижения длины 6 см). Поперечные полосы на чешуе не пересекаются в центре чешуек. На задней части чешуй многочисленные отверстия.
Небольшая рыба, максимальная длина которой 17 см, обычно не более 15 см. Максимальная продолжительность жизни до 7 лет .
Спина тёмная, бока и брюхо серебристые. По бокам тела проходит полоса золотистого цвета. У начала основания спинного плавника имеется тёмное пятно.Края спинного и хвостового плавников тёмные.

## Биология
Питается фито- и зоопланктоном (ракообразные и личинки моллюсков). В рационе молоди преобладают ракообразные, по мере роста всё большую роль начинает играть фитопланктон.

## Хозяйственное значение
Ценная промысловая рыба. Начиная с 1972 года мировые уловы жёлтополосой сардинеллы постоянно возрастали, достигнув 174,8 тыс. тонн в 1995 году. Больше всех ловит Индонезия.
| Год                   | 2005  | 2006  | 2007  | 2008  | 2009  | 2010  | 2011  | 2012  | 2013  | 2014  | 2015 | 2016 |
| Мировые уловы, тыс. т | 221,9 | 228,2 | 235,3 | 231,3 | 237,1 | 255,6 | 246,2 | 161,8 | 175,9 | 166,7 | 148  | 187  |

Сушёная сардинелла особенно популярна на корейских рынках. Эта рыба продаётся в Корее, Англии, Швеции и Канаде. Эта рыба имеет важное промысловое значение в некоторых районах Индии и по всей Юго-Восточной Азии.